# Newton Solney
Newton Solney – wieś w Anglii, w hrabstwie Derbyshire, w dystrykcie South Derbyshire. Leży 12 km na południowy zachód od miasta Derby i 180 km na północny zachód od Londynu.